# 瓊冰原島峰
85°14′S 169°29′W / 85.233°S 169.483°W
瓊冰原島峰（英語：June Nunatak），是南極洲的冰原島峰，位於杜費克海岸，處於韋爾斯山東南面7公里，屬於毛德王后山脈的一部分，由新西蘭探險隊命名，現時由南極條約體系管理。